# Verdict (pièce de théâtre)
Pour les articles homonymes, voir Verdict (homonymie).
Verdict est une pièce de théâtre originale d'Agatha Christie de 1958. La particularité de la pièce est que le meurtre a lieu sur scène. L'intrigue de la pièce n'est donc pas la recherche du meurtrier mais la raison du crime.

## Historique de la pièce
En 1958, Agatha Christie écrit la pièce originale Verdict. Certaines personnes voient dans l'intrigue les peurs d'Agatha Christie elle-même. Un professeur adulé entouré de jeunes étudiantes tandis que sa femme plus âgée l'attend peut représenter les craintes d'Agatha Christie concernant son mari et elle. La pièce est produite par Peter Saunders, comme bon nombre de ses autres pièces.
La première a lieu le 25 février 1958 au Grand Theatre (en) de Wolverhamptonsous la direction de Charles Hickman, avant de s'installer au Strand Theatre (en) de Londres à partir du 22 mai 1958.
La pièce est publiée par Samuel French (en) la même année.

## Scènes
L'action se déroule de nos jours.
Acte I
- Scène 1 : Un après-midi de début de printemps.
- Scène 2 : Quinze jours plus tard. L'après-midi.

Acte II
- Scène 1 : Quatre jours plus tard. Vers midi.
- Scène 2 : Six heures plus tard. Le soir.
- Scène 3 : Deux mois plus tard. Fin de l'après-midi.

## Distribution
Distribution originale de 1958 :
Mise en scèneCharles Hickman
DécorsJoan Jefferson Farjeon
Comédiens
- George Roubicek : Lester Cole
- Gretchen Franklin : Mrs Roper
- Patricia Jessel : Lisa Koletzky
- Gerard Heinz : Professeur Karl Hendryk
- Derek Oldham : Dr Stoner
- Viola Keats : Anya Hendryk
- Moira Redmond : Helen Rollander
- Norman Claridge : Sir William Rollander
- Michael Golden : Détective Inspecteur Ogden
- Gerald Sim : Sergent de police Pearce